# ミハイ・エミネスク
ミハイ・エミネスク（Mihai Eminescu、1850年1月15日 - 1889年6月15日）は、ルーマニアとモルドバで詩聖と称えられ、最もよく知られている近代のルーマニア詩人。本名はミハイル・エミノヴィチ（Mihail Eminovici）。エミネスクの有名な詩は「金星ルチャーファル」（Luceafărul）、「古代の韻による叙事詩」（Odă (în metru antic)）、風刺詩・5つの「手紙」（Scrisori）など。文学協会『ジュニメア』（Junimea、青年）で活動し、保守党 (ルーマニア, 1880-1918)の公報紙『ティンプル』（Timpul）の編集も勤めた。

## 生涯

### 家族
ミハイの父ゲオルゲ・エミノヴィチは、現在のスチャヴァ県カリネシュティ（当時、ブコヴィナ地方はオーストリア帝国の一部だった）のルーマニア人の家系の出身である。1840年、ゲオルゲはモルダヴィアの上流階級の家の娘、ラルカ・ユラシュクと結婚し、その後、一家はボトシャニ県ボトシャニ市に近いイポテシュティ (現・Mihai Eminescu, Botoșani)村に転居し、そこに定住した。二人の間には11人の子どもが生まれ、ミハイは7番目。現在、イポテシュティ村の属するコムナ（小自治体）は、ミハイ・エミネスクという名前になっている。

### 前半生

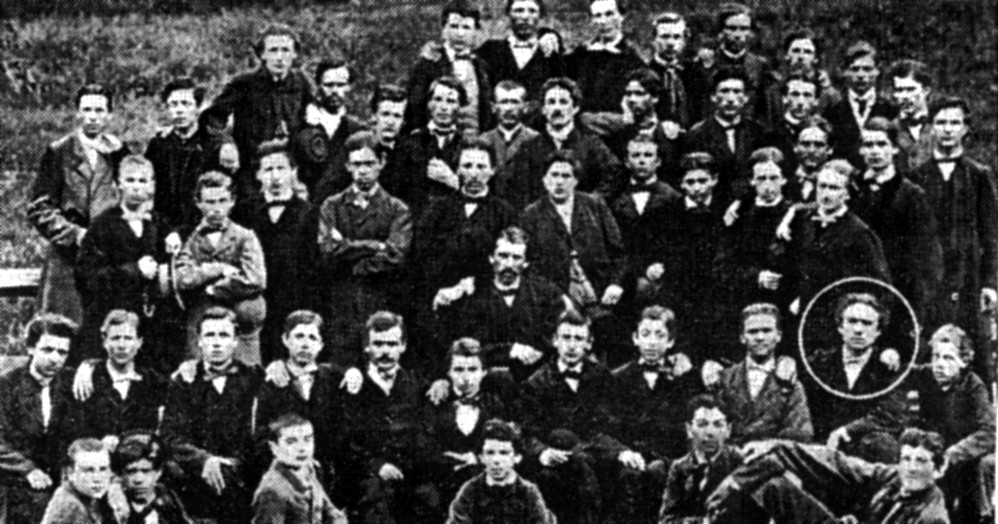
ミハイ・エミネスク（1864年）

ミハイル（洗礼の記録での名前）、もしくはミハイ（一般に使用し知られた名前）はルーマニア、モルダヴィア地域のボトシャニ市で生まれた。両親の実家、ボトシャニとイポテシュティで幼少期を過ごし、1858年から1866年までチェルナウツィ（現在のウクライナ・チェルニウツィー州の州都）の学校に通学。ギムナジウムに2年通い、82人の生徒中5番目の成績で卒業した。
1866年、ミハイが16歳の時にミハイの作家としての最初の足跡がある。同年1月、ギムナジウムのルーマニア人教師アロン・プムヌルが亡くなり、チェルナウツィでプムヌルから学んだ生徒達は小冊子『ギムナジウムの生徒達の涙』を出版。その中に「アロン・プムヌルの墓で」（La mormântul lui Aron Pumnul）と題した詩が掲載されており、ミハイル・エミノヴィチ（M. Eminovici）のサインが見える。また、2月25日付けの彼の詩「もし私が持っていたなら」（De-aş avea）は、ハンガリーの街ペシュトでヨシフ・ヴルカンが編集する文学雑誌『ファミリア』（Familia）によって紹介された。これにより、ミハイの詩のシリーズの発表（時々、ドイツ語翻訳の仕事）が定期的に始まる事になった。さらにこの時、編集者ヨシフ・ヴルカンは若き詩人の名前の末尾にスラヴ系を意味する接尾辞「-ici」が付くことを嫌い、よりルーマニア人らしいペンネームを名乗るよう望んだことから、ミハイ・エミネスク（Mihai Eminescu）と名乗るようになった。
1867年、ミハイは事務員兼プロンプターとしてヨルグ・カラジァーレ（劇作家イオン・ルカ・カラジァーレの叔父）の劇団に参加した。その翌年にはミハイ・パスカリーの劇団に移籍。この両劇団は当時のルーマニアの主要な劇団で、特に後者は俳優兼脚本家のマテイ・ミーロとファニー・タルディニ・ヴラディチェスクグループも含んでいた。ミハイは、まもなく首都ブカレストに腰を落ち着けた。そして同年11月末頃にはブカレスト国立劇場の事務員兼写字生になった。ミハイはこの仕事をしている間にも小説と詩を書き、出版し続け、同時にハインリッヒ・テオドール・ロッヒャーから翻訳の仕事を請けて何百ページに及ぶ翻訳をする事で家賃を支払っていた。しかし、この翻訳作業を全て完成させることはなかった。また、この時小説「枯渇した才能」（Geniu pustiu）を書き始め、この小説はミハイの死後、1904年に未完のまま出版された。
1869年4月1日、ミハイは何人かの若者たちと、民話、口承伝承詩、そして歴史と祖国の文学に関する資料の収集などを目標とした文学サークル『東洋』（Orientul）を共同創設した。同年6月、『東洋』委員会のメンバーたちは、ルーマニア国内の様々な地方を見学しに行く事を決定し、エミネスクはモルダヴィア地方を割り当てられた。その夏、チシュミジウ公園で、ミハイは、軍の将校である兄のヨルグに全くの偶然に再会。その時ミハイは、家族との関係を修復するように助言するヨルグの言葉を断固として拒絶した。
1869年夏の静かな日、ミハイはパスカリーの劇団を退団し、チェルナウツィとヤシに向けて旅立った。この旅の終わりに、ミハイは疎遠になっていた家族と関係を修復し、父親はミハイに、秋になってからもウィーンで学業が続けられるように定期的に仕送りをする事を約束した。そうした中、常にミハイは書くことを続け、詩を発表し続けていた。特にムンテニア地方の前の統治者バルブ・ディミトリエ・シュティルベイの死に際しては、「シュティルベイ公の死に」（La moartea principelui Ştirbey）という詩を発表した。

### 文学協会『ジュニメア』
1869年から1872年、ミハイはウィーンで学んだ。ミハイは哲学と法学の学部で「臨時聴講生」とみなされ、学生生活中は活動的に行動し、小説家ヨアン・スラヴィチと親交を持ち、詩人ベロニカ・ミクレを通してウィーンを知った。文学協会『ジュニメア』が編集する本『文学の対話』（Convorbiri literare）にも寄稿するようになった。文化機関である『ジュニメア』のリーダー達、ペトレ・P・カルプ、ヴァシレ・ポゴル、テオドール・ロセッティ、ヤコブ・ネグルジ、そしてティトゥ・マヨレスクの活動は、ミハイの半生の、政治的、文化的な背景に大きな影響を与えた。その中でミハイの詩の一つ「ヴィーナスとマドンナ」（Venere şi Madonă）に感銘を受けたリーダーの1人、『文学の対話』の編集者でもあったヤコブ・ネグルジは、ミハイに会いにウィーンまでやって来た。ネグルジは晩年、ミハイとの出会いを、長い髪と物思いに耽る「ロマンチック（非現実的）」な様子で、注目を浴びてウィーンのカフェ内で若者の集団から浮いていたため、ミハイをたやすく見つけ出す事が出来たと書いている。
1870年、エミネスクはオーストリア＝ハンガリー帝国の中のルーマニア人とその他の少数派の置かれた状況下で、古代ローマの風刺家マルクス・テレンティウス・ウァロ Marcus Terentius Varro の名を借りて「バロ」（Varro）というペンネームのもと、ペシュトの雑誌『フェデラツィウネア』（Federaţiunea＝連合）に、3つの記事を書いた。その頃、ペシュトの新聞『ミツバチ』（Albina）のジャーナリストになった。また1872年から1874年は『ジュニメア』からの給料のおかげでベルリンに学生として留まることが出来た。
1874年から1877年、ミハイは『ジュニメア』のリーダーの1人で、モルダヴィア地方の都市ヤシの大学校長であるティトゥ・マヨレスクとの親交により、ヤシの中央図書館の理事として働き、ウィーンとヤシの州で代用教員、学校監査官、新聞『ヤシ新報』（The Courier of Iaşi）で編集などを務めた。また、『ジュニメア』の本『文学の対話』で作品を発表し続けた。その他にもイオン・クリャンガの良き友になり、作家になるように説得して、『文学の対話』に紹介した。
1877年、27歳の時、ミハイはブカレストに移住。1883年までの間、保守党 (ルーマニア, 1880-1918)の公報紙『ティンプル』（Timpul）の最初の編集長になった。この時期に、名作「金星ルチャーファル」（Luceafărul）、「古代の韻による叙事詩」（Odă (în metru antic)）、風刺詩「手紙」（Scrisori）が生まれた。
ミハイの有名な編集記事の多くが、ルーマニアが露土戦争 (1877年)でオスマン帝国と戦った時とその間の外交争いの時期のもので、それはついにルーマニア独立の国際的な承認をもたらした。だがその承認は、ユダヤ教の全ての国民にルーマニアの市民権を授けるという条件下でのものであった。エミネスクはこの条件とベルリン条約 (1878年)の条項に抵抗する記事を編集。しかし、ルーマニアはベッサラビア南部領地を、黒海に面した元オスマン領土のロシア領ドブロジャ北部と交換しなければならなかった。
1883年6月、詩人ミハイは精神錯乱を発症し、シュツ医師の病院に強制収容された。同年10月、ウィーン近郊にある療養所に入院した。
そのため同年12月、ミハイの詩歌をティトゥ・マヨレスクが選んだ選集『ポエジー』が出版され、その序文もマヨレスクによって書かれた。これはミハイの生前に出版された、唯一の詩集となった。

### 闘病期

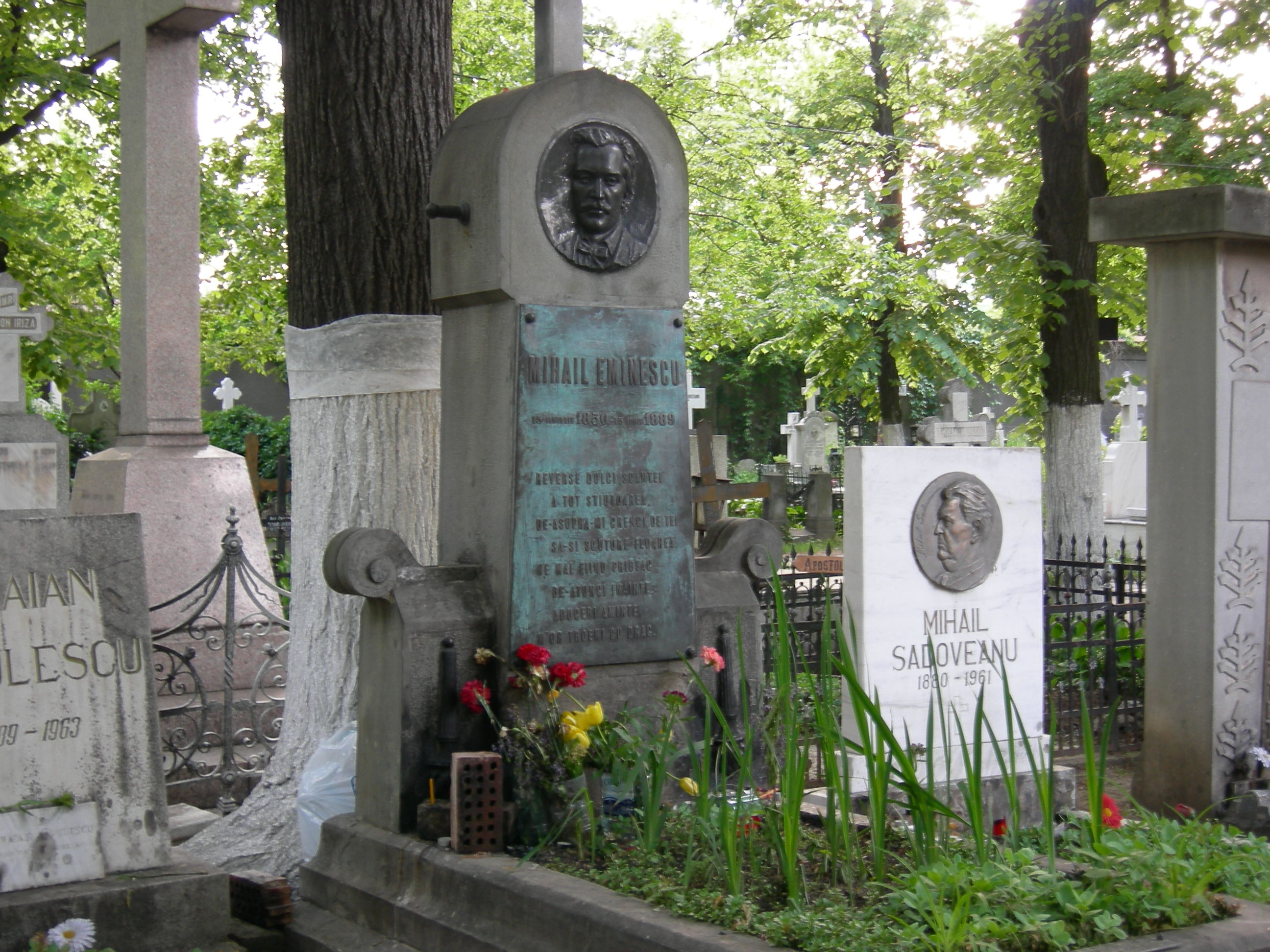
エミネスクの墓

1884年1月、イポテシュティで、ミハイの父ゲオルゲが亡くなった。このすぐ後、ミハイは古い友人であるアレクサンドル・キビチ・レヴニャーヌに、また2月にもマヨレスクに、国に戻りたいと手紙を書いている。医師はミハイにイタリアを通っての旅を勧め、 2月末、ミハイはキビチと一緒に勧められた旅路に出発し、3月末、大勢の友人たちに迎えられてブカレストに到着した。その後ヤシに行ったり、10月にはその年の『ジュニメア』のパーティーに出るなどしていたが、11月にはまた入院する事となった。その後、入退院を繰り返す事となる。
ミハイは晩年、双極性障害に苦しんでいた。更に1883年にはルーマニアで梅毒と診断されていたと、後にルーマニアの作家で文学評論家の
ジョルジェ・カリネスクは詩人ミハイの伝記で書いている。ミハイは20歳の時から病気を患っていた。しかし、ウィーンで下された別の診断では1883年の衰弱は記述があるが、梅毒については言及していない上、翌1884年にルーマニアに戻ったミハイは、通常の健康状態に見えた。このような疑問の中、1886年、ミハイは梅毒の時に行う因襲的な治療法、水銀注射の投与を受けている。
1889年6月15日、ミハイはブカレストのシュツ医師の病院で、39歳で亡くなった。しかし当時のミハイの検死は酷いものであったため、ミハイの本当の死因は謎のままに終わってしまった。その後、ミハイはブカレスト最大の墓地ベルに埋葬された。
近年の研究によれば、当時のルーマニアとオーストリア当局がルーマニア－オーストリア条約の強力な政敵を排除するように命じて、エミネスクを「病気」にすることを企てたと主張されている。秘密条約はルーマニアに、当時オーストリア統治下にあったトランシルバニア地域のルーマニア人への支援を止めるように要求した。それは暫くの間実行され、トランシルバニア出身のルーマニア人をブカレストから去らせる原因になった。エミネスクもまた去る事になり、定期的に監視下に置かれた。そして唯一（未確認）の梅毒診断は、ルーマニアの医者達によって下されたものだった。

## 作品
ルーマニアの歴史家ニコラエ・ヨルガはエミネスクを古ルーマニア語の父と呼んだ。ミハイはルーマニアの詩人として最も偉大で最も代表的な人物として、誰もが認め祝福した。

### 詩歌

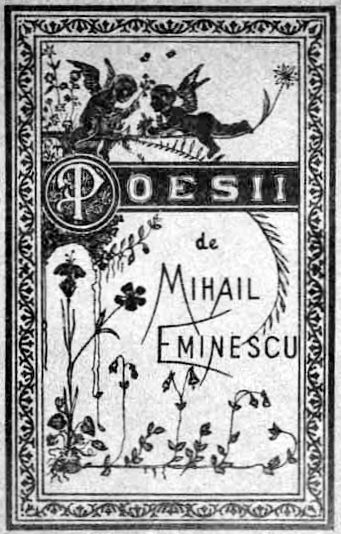
ミハイル・エミネスク詩集（1884年）

ミハイの詩は、自然や歴史への愛や社会的論評など、主題が広い範囲に亘る。ミハイの幼少期が深い郷愁を生み、晩年の詩歌に繋がった。
また、ミハイはアルトゥル・ショーペンハウアーの業績に影響を受けており、最も有名な詩「金星ルチャーファル」（Luceafărul）はヴェーダーンタ学派の宇宙起源論の基本原理を含むことを示唆している人々もいる。現在ミハイの詩は60を超える言語に翻訳されている。またミハイの一生、仕事そして詩はルーマニア文化に強い影響を与え、ミハイの詩を学ぶ事はルーマニアの公立学校では必修科目になり、しばしば「金星ルチャーファル」（Luceafărul）の暗記や検討が、高校の卒業試験の必須項目になっている。
ミハイ・エミネスクの有名な詩
- ドイナ（Doina） （ドイナとはルーマニアの歌の伝統的な型の名）1884
- 湖 （Lacul）1876
- 金星ルチャーファル（Luceafărul）1884[3]
- 青い花（Floare albastră）1884
- 願望（Dorinţa）1884
- 丘の上の夕暮れ（Sara pe deal）1885
- ああ、追憶のなかで（O, rămâi）1884
- 模倣者たち（Epigonii）1884
- 手紙（Scrisoarea） 1881
- そして、もし（Şi dacă）1883
- 古代の韻による叙事詩（Odă (în metru antic)）1883
- 私はまだ、一つの望みを持っている（Mai am un singur dor）1883
- おやすみ、森の小鳥たち （Somnoroase Păsărele）[4]

### 小説
散文
- 涙のファト・フルモス （Făt-Frumos din lacrimă）（ファト・フルモスはルーマニア伝承神話の騎士英雄の名）
- 枯渇した才能（Geniu pustiu）
- 不幸なディオニス（Sărmanul Dionis）
- ふさわしい名前（Cezara)

全集版
- ミハイ・エミネスクの詩と散文（Poems and Prose of Mihai Eminescu）(編集: カート・W・トレプトウ, 出版社: The Center for Romanian Studies, Iaşi, Oxford, and Portland, 2000, ISBN 973-9432-10-7) 英訳版傑作選集。

## ルーマニア文化の中のエミネスク

### 天才
文学協会『ジュニメア』のリーダーの1人で、ルーマニアの1870年代の文学評論家ティトゥ・マヨレスクは、弱冠20歳の時のエミネスクを、自身の評論（その中では、その当時のルーマニアの詩人のうちの少数しか酷評を免れなかった）の中で「本物の詩人」と呼んだ。それから10年の間に、エミネスクの詩人としての名声は3つの理由などで絶えず成長していった。
1. ミハイは、全ルーマニア方言や古い語法、広い哲学的解釈によって作り上げた新語で、文学的な言葉を豊かに扱った。
2. 初期のルーマニア詩には稀な、大胆な隠喩を使った。
3. 最後だがとりわけ重要な理由は、彼はおそらく、ルーマニアの全ての地域で作品を発表し、あらゆる部分のルーマニア人の問題に絶えず興味を持っていた、初めてのルーマニアの作家であった。

そしてミハイは、自分の詩的位置を詩「私への評価」（Criticilor mei）の中でロマン派と定義していた。結果、ミハイの早すぎる死と同様に、その自由奔放なライフスタイルが（ミハイは一度も学位や地位、妻、財産にこだわったことがなかった。）天才の「ロマンティック」な像に彼を関連づけたと言える。1880年代後期という早い時期に、エミネスクには信奉の厚い支持者の一団がいた。1883年、「金星ルチャーファル」はあまりにも有名になったため、新しい文学批評誌が後にその名を使用した。

### 国民的詩人
ミハイはすぐにルーマニアの国民的詩人として賞賛された。それはミハイが国家回復の時代に書いていたからではなく、ルーマニア全域で最高位の作家として受け入れられたからである。今日でもミハイはルーマニア、モルドバ、ウクライナの一部と、ブコヴィナ地域で暮らすルーマニア人達の国民的詩人として尊敬されている。

### ルーマニア紙幣

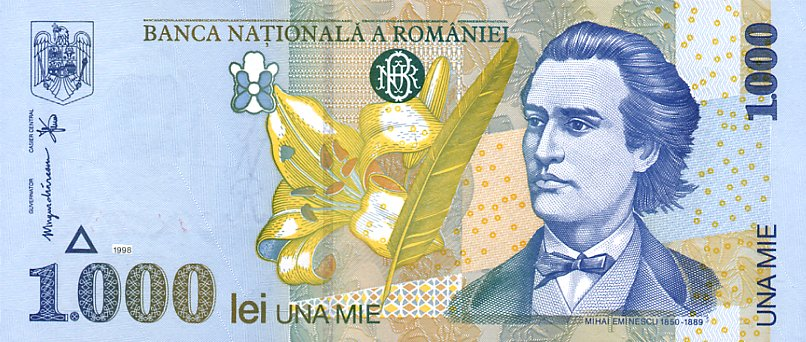
以前のルーマニア・1000レイ紙幣

エミネスクは現代において、どこにでも存在している。エミネスクの像はいたる所にあり、エミネスクの顔は、最高額のルーマニア紙幣として、1998年に発行された1000レイ紙幣と、2005年に発行された新500レイ紙幣の肖像で表示されている。多くの学校や施設はエミネスクにちなんで名づけられている。またエミネスクの誕生と死の式典は多くのルーマニアの街で毎年行われ、1989年と2000年には国民行事になった。（1989年はエミネスク死後100周年、2000年はエミネスク生誕から150年目にあたり、ルーマニアでエミネスク年が指定された）
こうした中、多くの若いルーマニアの小説家達は、エミネスクの思想と神秘性を取り除こうとした時大きなスキャンダルを引き起こし、公の世界から拒絶され二度と表に出る事はなかった。

## 政治的背景
ミハイの保守的愛国主義見識は賞賛を受け、ミハイはルーマニア右派によりすんなり肖像に採用された。ルーマニア右派がミハイを完全に自陣に抱き込むための主な障害は、実際のところエミネスクが今まで一度も自身をクリスチャンであると証明せず、自著の詩でやや無差別的に仏教徒、クリスチャン、不可知論者、無神論者をテーマに使用していたことであった。
ミハイは活動していた時から10年間は「神秘主義者」、「資本主義者」と非難され、ルーマニア共産主義者はルーマニア詩人の主役としてエミネスクを採用する事を止めさせた。この状況のなか雪解けのドアを開けたのは、フランスの1870年－1871年の事件（普仏戦争）の影響下で書き、人命についてのショーペンハウアーの批評で終わったエミネスクの詩「皇帝と無産階級」（Împărat şi proletar）だった。なぜなら、この詩を節や連（4行以上で作る詩の単位）でのみ見せる検閲削除版で、無産階級者の運命に興味を持つ1人の詩人としてのエミネスクを示すことが出来たからだった。

## エミネスクの肖像

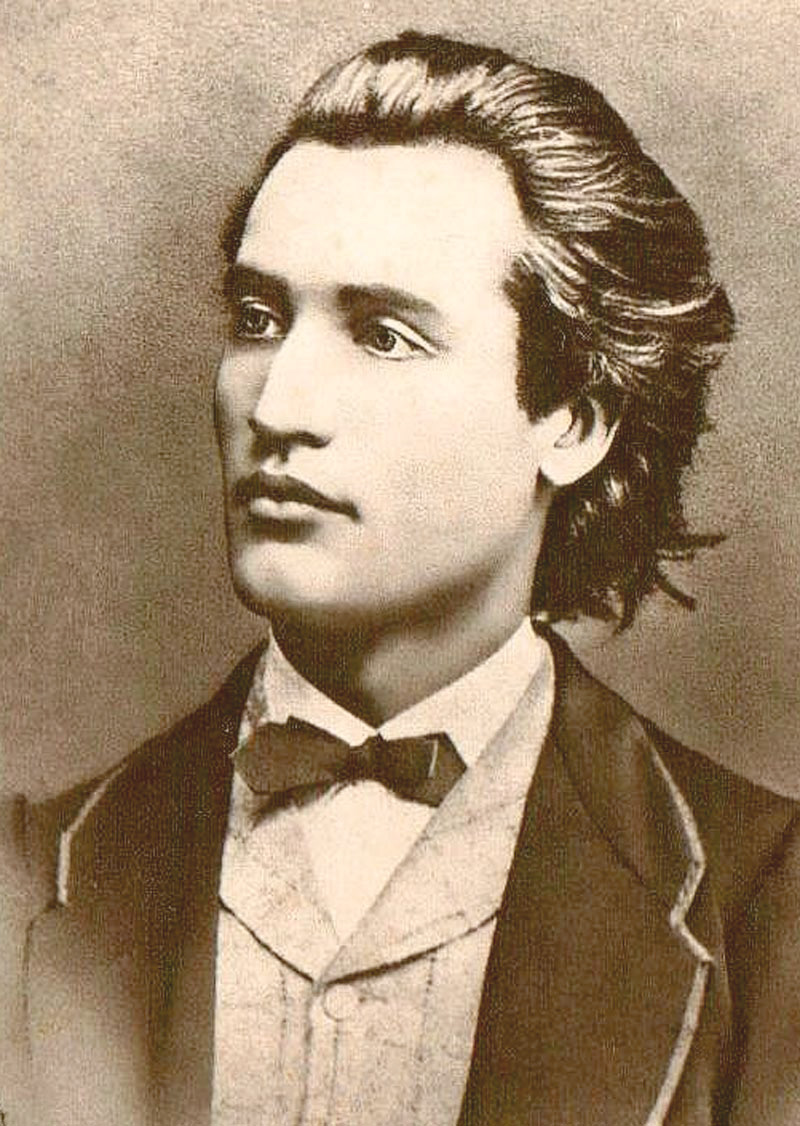
1869年
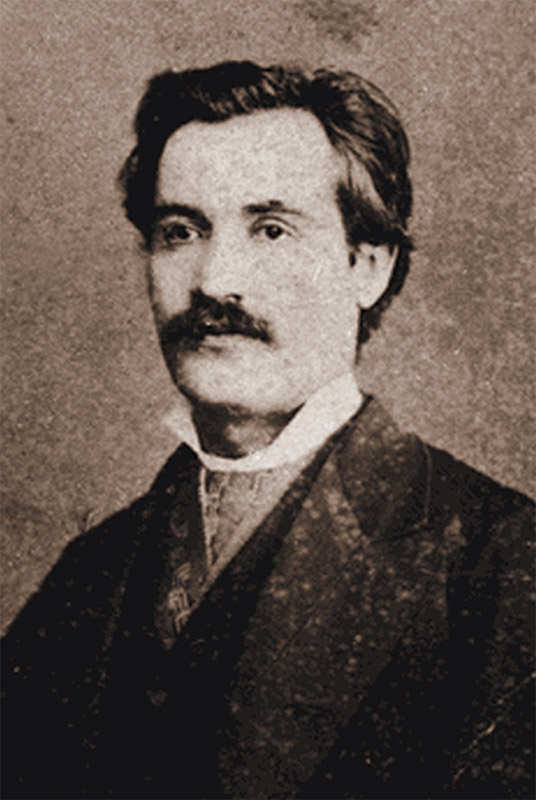
1878年
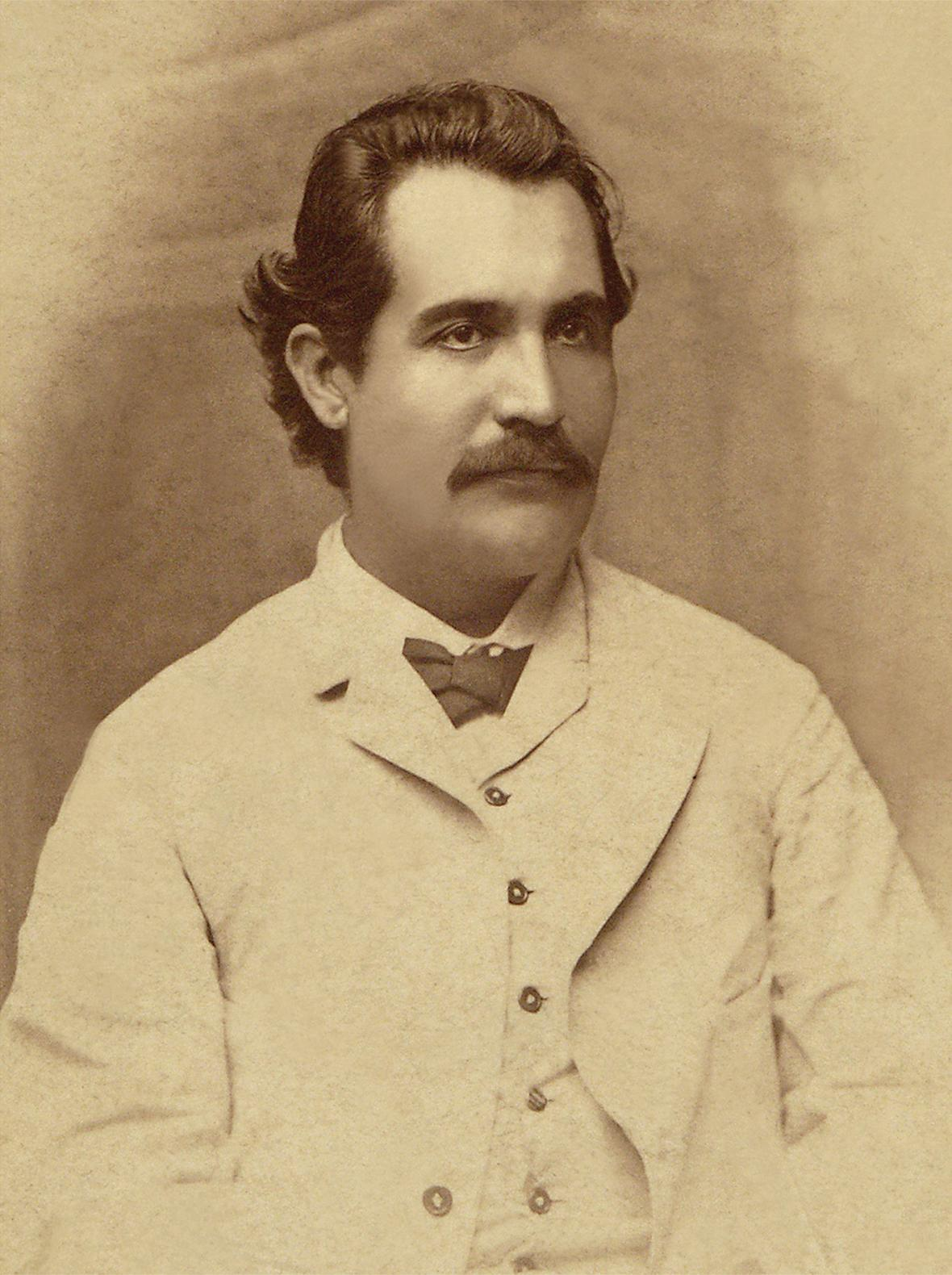
1885年
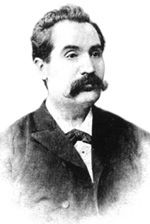
1887年